# Expedició Polaris
L'Expedició Polaris (1871) va ser dirigida per l'estatunidenc Charles Francis Hall i el seu objectiu era arribar al pol Nord per tal de ser els primers a aconseguir-ho. Patrocinada pel govern dels Estats Units, es va tractar d'un dels primers intents seriosos per tal d'arribar al pol Nord, després que l'oficial britànic William Edward Parry, arribés el 1827 fins a una latitud 82° 45′ Nortd. L'expedició va fracassar en el seu objectiu principal en haver tingut greus problemes d'insubordinació, incompetència i falta de lideratge durant tot el viatge.
Sota el comandament de Hall, el Polaris va salpar de Nova York el juny de 1871. A l'octubre els membres de l'expedició es van aturar per tal de passar l'hivern a la costa del nord de Groenlàndia, on van fer els darrers preparatius pel viatge al Pol. Hall, després de tornar al Polaris d'un viatge en trineu, va emmalaltir. Abans de morir va acusar els membres de la tripulació d'haver-lo enverinat. L'autòpsia realitzada després exhumar el seu cos el 1968 va revelar que havia ingerit una gran quantitat d'arsènic en les dues últimes setmanes de la seva vida.
L'expedició va aconseguir un èxit notable, arribant en vaixell a la latitud 82° 29′ N, la latitud més alta assolida per un vaixell fins a aquell moment. En el camí de tornada cap al sud, dinou membres de l'expedició, tement que el vaixell se n'anés en orris en quedar atrapat al gel, van baixar al gel durant la nit. Tot seguit es va produir una tempesta que va fracturar el gel i va fer que quedessin a la deriva sobre un iceberg durant 6 mesos, recorrent 2.900 km abans de ser rescatats. El Polaris va quedar embarrancat en una platja propera a Etah, Groenlàndia, l'octubre de 1872. Aquest grup va sobreviure a l'hivern amb l'ajuda dels inuit d'Etah, i van ser rescatats l'estiu següent. Una comissió naval va investigar la mort de Hall, però no es van imputar cap mena de càrrec a cap membre de la tripulació, tot i que no es va arribar a aclarir què havia passat.

## Preparatius

### Antecedents

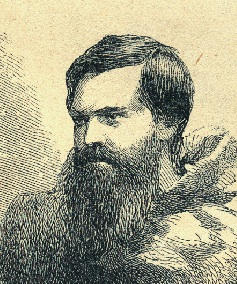
Charles Francis Hall, líder de l'expedició Polaris.

El 1827 William Edward Parry va dirigir una expedició de la Royal Navy amb l'objectiu de ser els primers homes a arribar al pol Nord. En els posteriors 50 anys al viatge de Parry, els estatunidencs van organitzar tres expedicions: Elisha Kent Kane entre 1853 i 1855, Isaac Israel Hayes entre 1860 i 1861 i Charles Francis Hall, amb el Polaris, entre 1871 i 1873.
Hall no tenia cap preparació acadèmica ni experiència en navegació, ja que havia estat ferrer i gravador, i en aquells moments era propietari d'un diari a Cincinnati, però era un lector voraç de tot allò que tingués relació amb l'Àrtida. Després que l'expedició de John Franklin de 1845 es perdés Hall va dirigir la seva atenció cap a l'Àrtida, fent possible posar en marxa dues expedicions a la recerca de Franklin amb tota la seva tripulació: una entre 1860 i 1863, i una segona entre 1864 i 1869. Aquestes experiències el van convertir en un avesat explorador àrtic, i li van proporcionar valuosos contactes amb els inuit. La fama que va obtenir, finalment li va permetre convèncer el govern dels Estats Units perquè financés la seva tercera expedició, un intent per arribar al Pol Nord.

### Finances i material
El 1870 es va presentar al Senat dels Estats Units un projecte de llei anomenat Arctic Resolution per finançar una expedició al Pol Nord. Hall, ajudat pel Secretari de la Marina George M. Robeson, va pressionar tant com va poder, fins a aconseguir 50.000 $ del Congrés dels Estats Units, pel comandament de l'expedició, començant a contractar personal a finals de 1870. Va aconseguir de la marina el remolcador Periwinkle, de 387 tones i propulsió a vapor. A les drassanes del Washington Navy Yard, el vaixell va ser readaptat, dotant-lo de veles com si fos una goleta i sent rebatejat com a Polaris. El vaixell fou preparat per suportar les condicions de l'Àrtida mitjançant l'addició de sòlides bigues de fusta de roure per tot el seu casc i la proa es va folrar de ferro. Se li va afegir un nou motor i les calderes van ser modificades per poder cremar oli de balena.
El vaixell també va ser equipat amb quatre bots baleneres de 6 metres de llarg i 1,2 d'ample i fons pla. En les anteriors expedicions àrtiques, Hall va fixar-se en els umiak dels inuit, per això va construir una bot similar i plegable que podia acollir 20 homes. Embarcà aliments envasats, fonamentalment conserves de pernil, així com salaons, pa i galetes. La tripulació havia de completar la seva dieta amb carn de bou mesquer, foques i ossos polars per tal d'evitar l'escorbut.

### Tripulació
La primavera de 1871 el president dels Estats Units Ulysses S. Grant va nomenar Hall comandant en cap de l'expedició, tot i que ell s'autonomenà capità. Tot i que Hall tenia molta experiència a l'Àrtida, no tenia cap mena d'experiència en navegació, i per això el títol era merament honorífic. En la selecció dels oficials i mariners Hall va buscar principalment baleners amb experiència a l'Àrtida. En això l'expedició de Hall es diferenciava marcadament de les realitzades per l'Almirallat Britànic, que sempre empraven oficials i tripulacions altament disciplinades.
Per a la selecció de l'oficial de navegació, Hall va temptejar primer a Sidney O. Budington, i tot seguit a George Tyson, però ambdós declinaren l'oferiment per tenir pactats compromisos en la caça de balenes. En no concretar-se aquests, Hall va nomenar oficial de navegació a Budington i com ajudant seu a Tyson. Budington i Tyson tenien acumulaven dècades d'experiència capitanejant vaixells baleners. En la pràctica el Polaris tenia tres capitans, un fet que s'arrossegaria durant tota l'expedició. Per complicar més les coses, el 1863, Hall i Budington s'havien barallat perquè Budington li havia negat a Hall el permís per portar a bord als guies inuit Ebierbing i Tookoolito.
La resta d'oficials i personal científic estava format pels estatunidencs Hubbard Chester com a primer oficial, William Morton com a segon oficial i R.W.D. Bryan com a astrònom i capellà; i els alemanys Emil Bessels com a cap científic i cirurgià, i Frederick Meyer com a meteoròleg. Els mariners eren majoritàriament alemanys inclòs el cap de màquines Emil Schumann. A més dels 25 membres de l'expedició, entre oficials, personal de la tripulació i personal científic, Hall va incloure com a intèrprets i caçadors al matrimoni inuit format per Ebierbing i Tookoolit, junt amb el seu fill. Els groenlandesos Hans Hendrik, la seva dona Merkut i tres dels seus fills també es van afegir a l'expedició.

## L'expedició

### De Nova York a Upernavik

Ruta seguida per l'expedició Polaris, 1871-1873.

Fins i tot abans d'abandonar els molls de Brooklyn, el 29 de juny de 1871, l'expedició es va topar amb problemes de personal. El cuiner, un mariner, un bomber i l'ajudant d'enginyer Wilson, van desertar. El cambrer va resultar ser un borratxo i el van deixar al port.
El vaixell es va aturar a New London, Connecticut, per recollir un substitut de l'ajudant de l'enginyer, salpant d'allí el 3 de juliol de 1871. Quan el vaixell va arribar a Saint John's ja s'havien produït dissensions entre els oficials i el personal científic. Bessels, recolzat per Meyer, va rebutjar obertament que Hall tingués el comandament sobre el personal científic. La dissensió es va estendre a la tripulació, que es va dividir per nacionalitats. En el seu diari, l'auxiliar George Tyson va escriure que quan van arribar a l'illa Disko, Groenlàndia "... la gent no para de parlar sobre el fet que Hall no podrà prendre el control de l'expedició. Alguns ja pensen fins on els portarà i sobre quan podran tornar a casa de nou ". Hall va suggerir al capità Davenport, que comandava el vaixell de subministraments Congress, que intervingués. Davenport va amenaçar Meyer de posar-li grillons i enviar-lo de tornada als Estats Units acusat d'insubordinació, moment en què tots els alemanys van amenaçar d'abandonar l'expedició. Hall i Davenport es van veure obligats a fer marxa enrere, però Davenport va imposar un fort correctiu disciplinari a la tripulació.
Una altra mostra de la mala maror existent és que la caldera del vaixell va ser sabotejada per algun membre de la tripulació. El greix especial per a la màquina de vapor va desaparèixer, sembla que llançat per la borda.
El 18 d'agost de 1871 el vaixell va arribar a Upernavik, a la costa oest de Groenlàndia, on va recollir al caçador i l'intèrpret inuit Hans Hendrik. El Polaris es va dirigir cap al nord a través dels estrets de Smith i de Nares, arribant a la latitud més alta assolida mai per un vaixell, superant la marca que havien establert Elisha Kent Kane i Isaac Israel Hayes.

### Preparatius polars i mort de Hall
El 2 de setembre de 1871 el Polaris va arribar al punt més al nord al qual va arribar, els 82° 29′ N. La tensió va esclatar de nou quan els tres principals oficials no van poder posar-se d'acord sobre si seguir endavant o no. Hall i Tyson volien seguir avançant cap al nord per reduir la distància que haurien de salvar en el seu viatge al Pol amb els trineus de gossos. Budington no volia arriscar encara més el vaixell i va abandonar la discussió. Finalment van acabar viatjant fins a Thank God Harbor, actualment badia de Hall, a la costa del nord de Groenlàndia, on arribaren el 10 de setembre de 1871 per tal d'establir un campament per passar-hi l'hivern.
Durant les següents setmanes Hall va fer els preparatius per fer un viatge en trineu amb la intenció d'arribar prou al nord com per superar la marca que havia establert Sir William Edward Parry. La desconfiança entre els homes al seu càrrec es va posar una vegada més de manifest quan Hall li va dir a Tyson, referint-se al capità Budington, "no confio en aquest home. Vull que vinguis amb mi, però no m'atreveixo a deixar-lo sol amb el vaixell". Existeixen certes proves que Budington podria haver estat alcohòlic, ja que almenys en tres ocasions va assaltar les provisions d'alcohol del vaixell, inclòs l'utilitzat pels científics per a la conservació de les mostres. Hall s'havia queixat sobre l'embriaguesa de Budington, i totes aquestes queixes van sortir a la llum entre els testimonis de la tripulació durant la investigació que es va fer sobre l'expedició. Amb Tyson a cura del vaixell, Hall va partir el 10 d'octubre de 1871 en dos trineus, amb el primer oficial Chester i els guies natius Ebierbing i Hendrik, per efectuar un reconeixement i cartografiar la regió. L'endemà Hall va enviar Hendrik de tornada al vaixell per recollir algunes coses que se'ls havia oblidat emportar-se. Hall també va enviar una nota a Bessels recordant-li que havia de donar corda als cronòmetres cada dia. En el seu llibre Trial by Ice, Richard Parry va concloure que aquesta nota era un insult a la intel·ligència de Bessels, a banda de ser de molt mala educació, i que això va haver de fer mal a un home amb titulacions acadèmiques per les universitats de Stuttgart, Heidelberg i Jena. Anteriorment Hall havia comès una altra mostra de manca de confiança, en donar a Budington, un expert capità amb més de 20 anys d'experiència a l'esquena, una detallada llista d'instruccions sobre com manejar el vaixell durant la seva absència. El grup va reconèixer i cartografiar el pas entre Groenlàndia i l'illa d'Ellesmere, fins a una latitud de 82° 11′ N.
En tornar al campament, el 24 d'octubre de 1871, Hall va emmalaltir sobtadament després de beure una tassa de cafè. Els símptomes començaren amb malestar estomacal i vòmits, passant l'endemà a delirar. Hall acusà a diversos membres de la tripulació, incloent el metge Emil Bessels, d'haver-lo enverinat. Arran d'aquestes acusacions es negà a seguir el tractament mèdic recomanat per Bessels, i sols acceptà prendre líquids proporcionats per la seva amiga Inuit Tookoolito. Amb el pas dels dies semblà millorar i fins i tot va aconseguir pujar a coberta. Bessels havia aconseguit que Bryan, el capellà del vaixell, intercedís amb Hall perquè es deixés ajudar. El 4 de novembre Hall accedí a deixar-se ajudar i Bessels li començà a proporcionar tractament mèdic. Poc després, la salut de Hall començà a deteriorar-se, amb vòmits i deliris fins a perdre la consciència. Bessels diagnosticà que havia estat un atac de feridura i Hall finalment va morir el 8 de novembre. Fou traslladat a terra, on se li practicà l'enterrament.

### Intent d'arribar al pol Nord
Segons les instruccions donades pel secretari de Marina, George M. Robeson, el comandament de l'expedició va ser lliurat a Budington, i com a resultat la disciplina es va relaxar encara més. Així, el tan necessari carbó, emprat per a la calefacció, s'estava consumint a un ritme accelerat: 2.873 kg el novembre, 724 kg més que el mes anterior, i prop de 3.800 kg al desembre. Budington va ser vist sovint borratxo, però no era l'únic tal com van recollir els testimonis en una posterior investigació. A Tyson també se'l veia borratxo i Schumann va arribar a aconseguir un duplicat de la clau de Budington del lloc on es guardava l'alcohol. Sigui quin sigui el paper de l'alcohol, és evident que la rutina a bord va anar de mal en pitjor, com Tyson va assenyalar, "Hi havia molt poc ordre i disciplina. Ni tan sols s'apagaven els llums, els homes feien el que els venia de gust, es passaven les nits de gresca bevent i jugant a les cartes". Per causes que es desconeixen Budington va repartir armes de foc entre la tripulació.

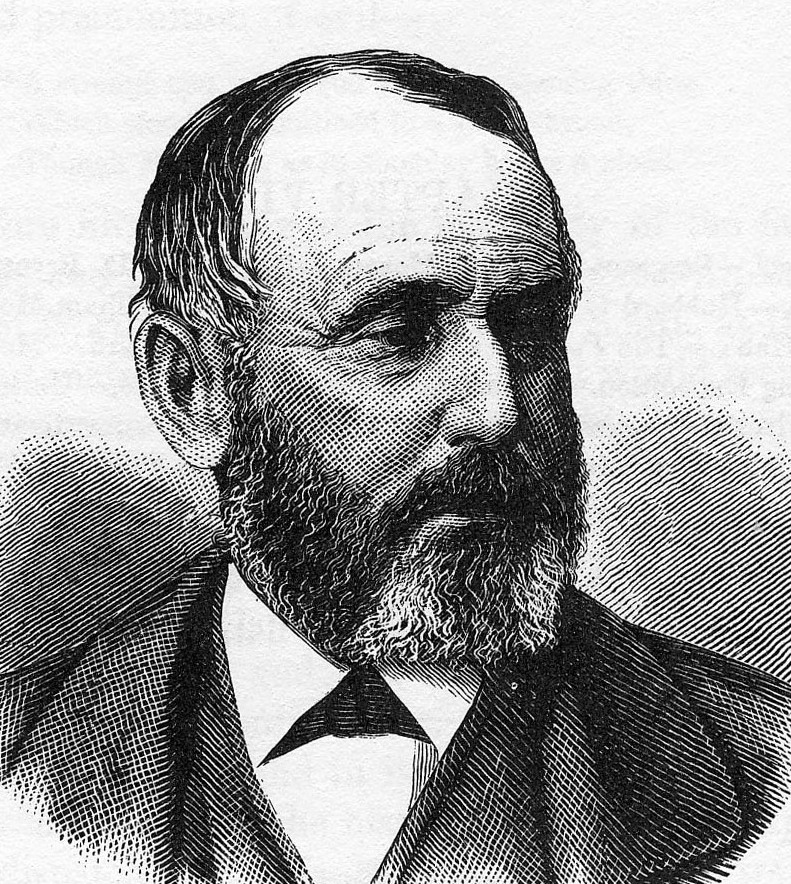
El capità Sidney O. Budington.

Hi ha algunes proves que durant l'hivern, entre els oficials d'alt rang, es va estar temptejant la possibilitat d'organitzar algun pla moralment qüestionable. Així, l'1 de gener de 1872, Tyson va escriure al seu diari: "El mes passat em van fer aquesta sorprenent proposta i des de llavors no em va del cap... La qüestió ja va sorgir quan s'estava discutint sobre si seria factible intentar arribar més al nord el proper estiu". I després, el 19 abril 1872, va escriure "Vaig tenir una xerrada amb Chester sobre la sorprenent proposta que em van fer durant l'hivern. Vam estar d'acord que era una monstruositat que havíem d'impedir. Chester va dir que estava decidit a explicar-ho tot quan tornés a casa". L'escriptor Farley Mowat ha suggerit que els oficials s'haurien planejat fer veure que havien arribat al Pol o almenys a una latitud molt alta.
Fos quin fos el pla no explicitat, el fet és que es va realitzar una expedició per intentar arribar al Pol que s'inicià el 6 de juny de 1872. Chester va dirigir l'expedició a bord d'un petit bot balener, però aquest va ser destruït pel gel a pocs quilòmetres del Polaris. Chester i els seus homes van tornar al vaixell, on van persuadir Budington perquè els deixés utilitzar el bot plegable. Amb aquest, i Tyson pilotant un altre bot balener, navegaren tot el grup cap al nord, però simultàniament el Polaris va poder alliberar-se del gel i iniciar la recerca d'una ruta que els dugués cap al sud. Budington, desitjant no haver de passar un altre hivern a la zona, va enviar Ebierbing al nord amb ordres per Tyson i Chester perquè ambdós tornessin al vaixell. Els expedicionaris es van veure obligats a abandonar els bots, recorrent a peu els 32 km que hi havia fins al Polaris. D'aquesta manera els expedicionaris havien perdut els tres bots més valuosos, i un quart, el petit scow, va ser aixafat pel gel al juliol en deixar-lo per descuit a l'aigua tota la nit. L'expedició havia fracassat en el seu objectiu principal d'arribar al Pol Nord.

### El retorn i la fi delPolaris
Havent renunciat a arribar al pol Nord, el Polaris va posar rumb al sud, de tornada a casa. A l'estret de Smith, a l'oest de la glacera de Humboldt, van xocar amb un petit iceberg, quedant bloquejats per la banquisa. La nit del 15 d'octubre de 1872, amb un iceberg que amenaçava xocar contra el vaixell, Schuman va informar que el vaixell estava fent aigua i que les bombes no podien treure'n prou perquè no pugés el nivell dins el vaixell. Budington va ordenar que la càrrega fos baixada al gel per alleugerir el vaixell i facilitar que es mantingués a la superfície. La tripulació va començar a llançar per la borda tot el que podien, segons va escriure Tyson "sense tenir la més mínima cura quan les llançaven". Gran part del carregament que van llançar es va haver llençar.

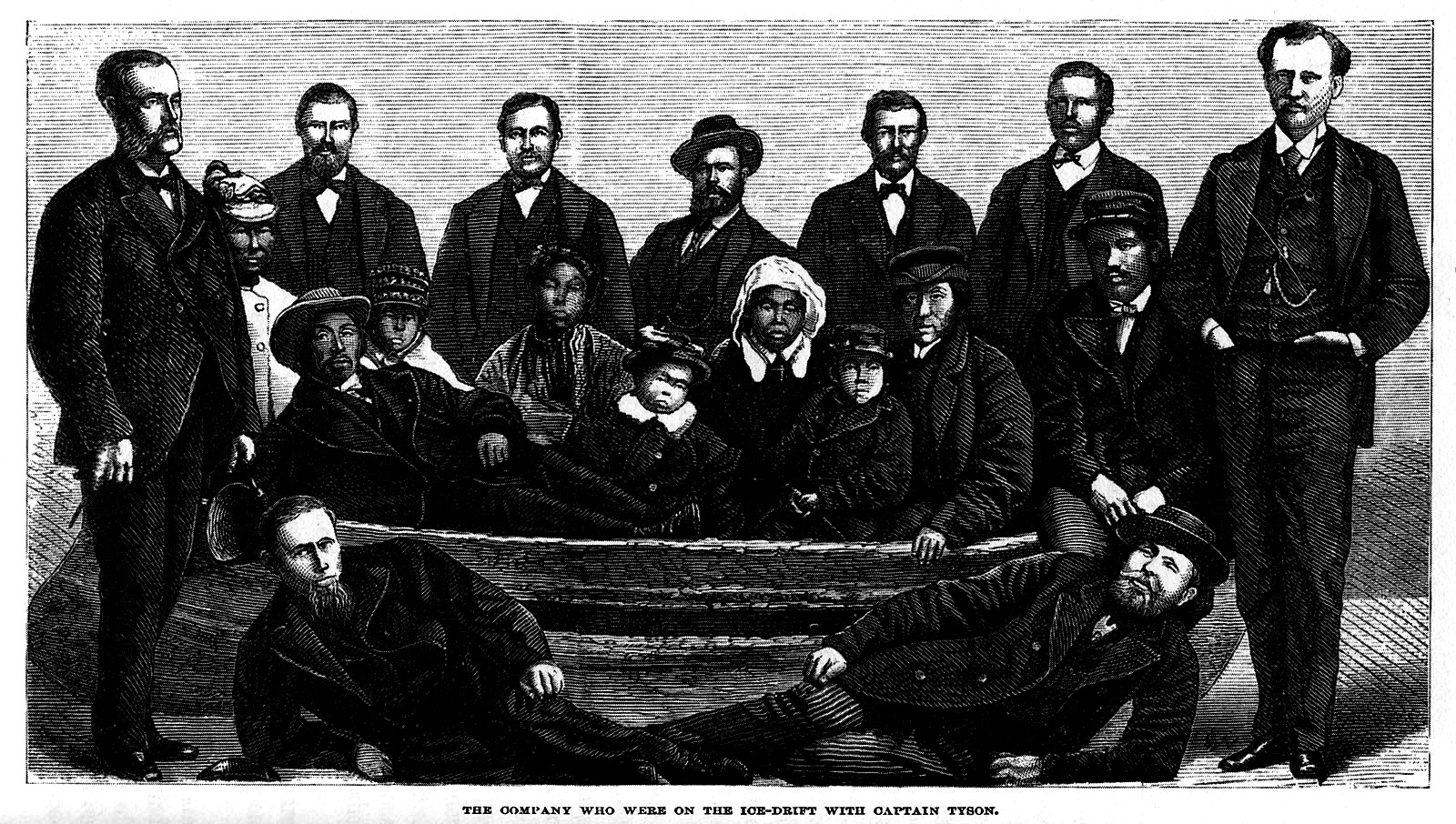
Tyson (a l'esquerra) posant amb els altres supervivents de l'expedició, fotografiats a Saint John's després de ser rescatats.

Part de la tripulació va passar tota la nit fora del vaixell, sobre el gel, moment en el qual es va produir el trencament de la banquisa. Quan va arribar el matí, el grup integrat per Tyson, Meyer, sis dels mariners, el cuiner, el majordom i tots els inuit es van trobar a la deriva sobre un tros de gel flotant. Els nàufrags podien veure el Polaris a uns 15 km de distància, però els intents per atreure l'atenció dels que estaven al vaixell, fent senyals amb un gran drap negre, van ser inútils. Resignats a la seva sort sobre el gel, aviat els inuit van construir diversos iglús per refugiar-se i Tyson va calcular que disposaven d'uns 860 kg d'aliments. Així mateix, disposaven dels dos darrers bots baleners del vaixell i dos caiacs, tot i que un el van perdre poc després en produir-se un trencament del gel. Meyer va estimar que el grup es trobava a la deriva al davant la costa de Groenlàndia, a l'estret de Davis i que aviat es trobarien a una distància de l'illa Disko que els permetria arribar-hi a rem. L'estimació era incorrecta, ja que en realitat anaven a la deriva pel costat canadenc de l'estret. L'error va provocar que els homes rebutgessin els plans de Tyson de racionar i conservar el que tenien. Els mariners van cremar un dels bots per escalfar-se, fent que fos poc probable que poguessin arribar a terra ferma pels seus mitjans. Una nit de novembre van afartar-se i emborratxar, gastant gran quantitat de la reserva d'aliments que tenien. El grup va anar a la deriva al damunt del gel durant sis mesos, recorrent més de 2.900 km abans de ser rescatats al davant les costes de Terranova, al mar del Labrador, el 30 d'abril de 1873 pel balener Tigress. El més segur és que tots haurien mort si en el grup no hi haguessin estat els inuit Ebierbing i Hendrik, els quals van matar diverses foques que serviren per alimentar-se durant el llarg trajecte. Amb tot, el paper dels inuit fou pràcticament ignorat per la premsa i els informes oficials de l'expedició.
Per la seva banda, el 16 d'octubre i amb el carbó gairebé esgotat, el capità Budington va decidir embarrancar el Polaris prop d'Etah. Després d'haver perdut gran part de la roba d'abrigar i dels aliments en llançar-los per la borda pocs dies abans, els 14 homes restants es trobaven en males condicions per afrontar un segon hivern. Van construir una barraca amb fustes rescatades del vaixell. El 24 d'octubre van apagar les calderes per intentar estalviar el poc carbó que quedava. Les bombes d'aigua van deixar de funcionar i el vaixell es va escorar cap a un costat, amb aigua al seu interior fins a la meitat. Afortunadament foren ajudats pels inuit d'Etah i així van poder superar l'hivern. En arribar la primavera la tripulació va construir dos bots amb fustes que van recuperar del vaixell i el 3 de juny van iniciar la navegació cap al sud. El juliol foren albirats i rescatats pel balener Ravenscraig, tornant a casa previ pas per Escòcia.

## Epíleg

### Investigació

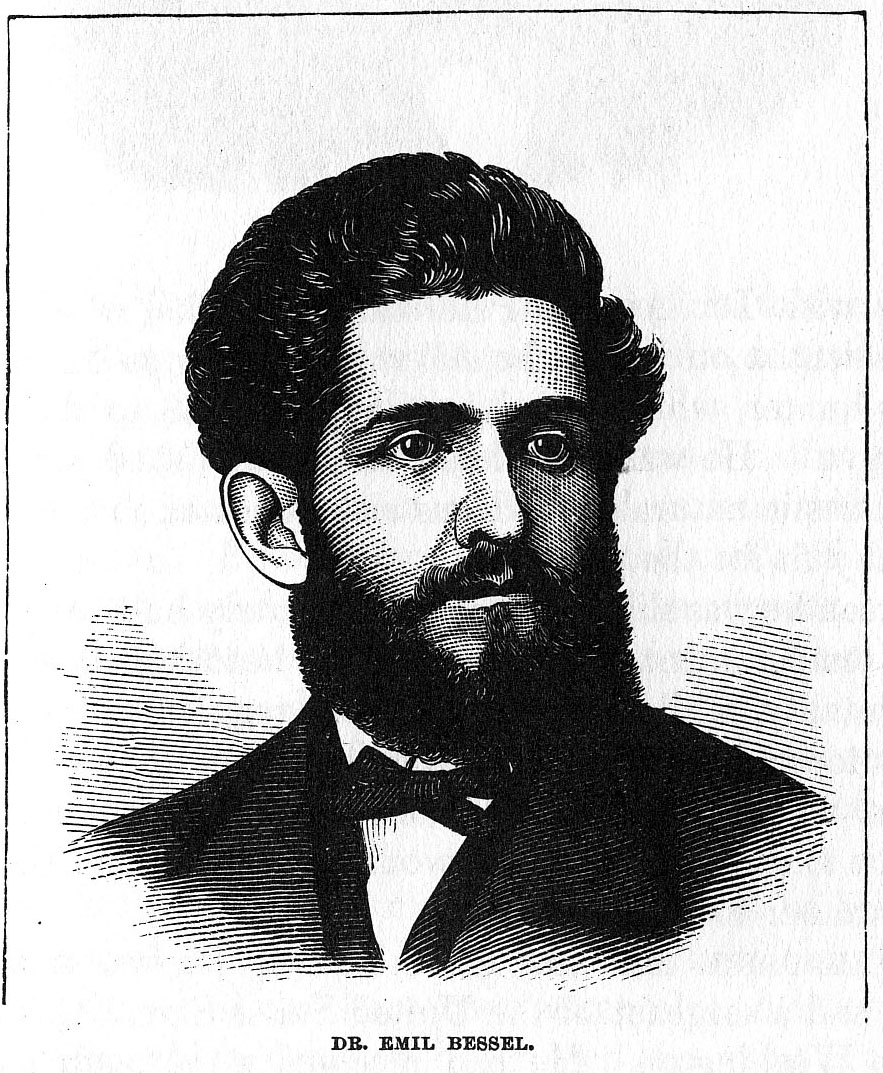
El Dr. Emil Bessels.

El 5 de juny de 1873 una comissió de la Marina dels Estats Units va iniciar una investigació. En aquells moments la tripulació i les famílies inuit que anaven a la deriva al damunt de la banquisa havien estat rescatades, però es desconeixia la sort de Budington, Bessels, i la resta de la tripulació. La comissió estava formada per l'almirall Louis M. Goldsborough, el Secretari de la Marina Robeson, el comodor Reynolds, el capità de l'exèrcit Henry W. Howgate i Spencer Fullrton Baird, de l'Acadèmia Nacional de Ciències. Tyson va ser el primer a ser interrogat, explicant les discrepàncies existents entre Hall, Budington i Bessels, i les acusacions d'enverinament que Hall va fer abans de morir. La Comissió també va preguntar pel parador dels diaris i documents de Hall. Tyson va respondre que mentre Hall estava delirant va donar instruccions a Budington perquè cremés alguns documents i que la resta havien desaparegut. Posteriorment els diaris d'altres membres de la tripulació foren descoberts a l'indret on havia embarrancat el Polaris, però tots tenien arrancades les pàgines que feien referència a la mort de Hall. Meyer va declarar sobre Budington i la seva afició per la beguda, dient que "mentre anàvem cap al sud, gairebé sempre estava borratxo". John Herron va declarar no haver fet el cafè que havia provocat les sospites de Hall d'haver-lo enverinat, ja que afirmava haver estat el cuiner el que l'havia fet, i que no havia quedat registrat quantes persones havien tocar el got abans d'arribar a Hall.
Després que Budington i la resta de la tripulació fossin rescatats i retornats als Estats Units la comissió d'investigació va continuar el seu treball. Budington va atacar la credibilitat de Tyson, refutant la seva afirmació sobre el fet que havia obstaculitzat els esforços de Hall perquè el vaixell continués navegant cap al nord. També va rebatre les declaracions sobre la seva afició a la beguda dient "que ell bevia, però molt poc". Bessels va ser interrogat sobre la causa de la mort de Hall, declarant que "el primer atac es va deure a l'exposició a les baixes temperatures durant el viatge en trineu. En tornar al vaixell entrà a una cabina calenta sense treure's la roba de pells que portava, i tot seguit es va prendre una tassa de cafè calent. I ningú sap quines són les conseqüències que això podia tenir". Bessels va declarar que Hall "va patir un atac d'hemiplegia", quedant paralitzats el seu braç i costat esquerre, i que li havia injectat quinina abans de la mort per fer-li baixar la febre que tenia.
Tenint en compte els testimonis en conflicte, la manca de diaris i documents oficials, i sense tenir el cos per fer-li l'autòpsia, no es van establir càrrecs en relació amb la mort de Hall. En l'informe final de la investigació els cirurgians generals de l'Exèrcit i la Marina van escriure: "Donades les circumstàncies i símptomes detallats per la tripulació, i després de comparar els metges totes les declaracions dels testimonis, som de l'opinió que el capità Hall va morir per causes naturals, és a dir, apoplexia, i que el tractament realitzat pel Dr Bessel [sic], va ser el millor possible donades les circumstàncies".

### Controvèrsia

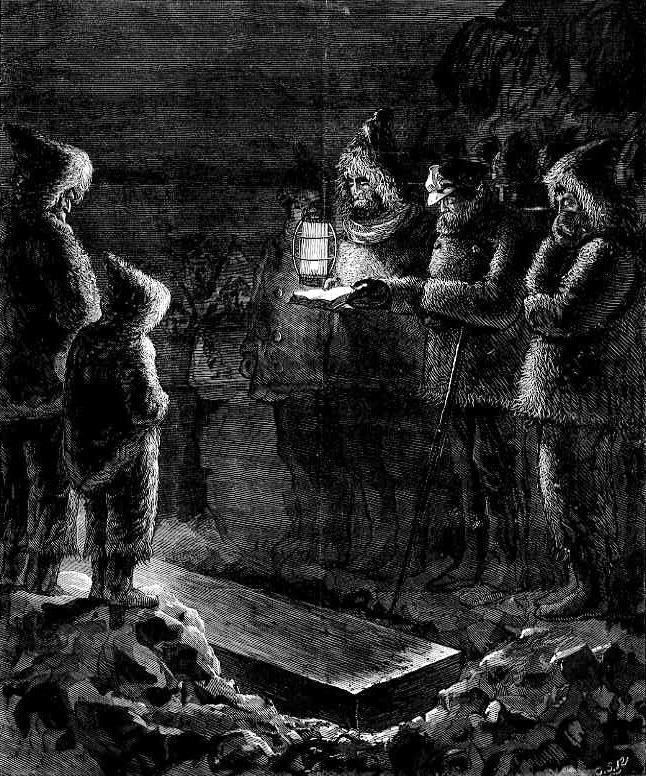
L'enterrament del capità Hall.

S'ha especulat sobre les raons per les quals Budington i els homes a bord del Polaris no van intentar rescatar els que anaven a la deriva al bloc de gel. Tyson estava perplex, incapaç d'entendre com era possible que els del vaixell no poguessin veure a 13 km mentre agitaven un gran drap negre sobre el fons blanc del gel. L'endemà de la tempesta el cel estava clar i el mar en calma, els homes de l'iceberg veien bé al vaixell, tant les veles com el vapor. A bord del vaixell el cap Chester va assenyalar que va poder veure "queviures i subministraments" en un llunyà iceberg, però, mai es va donar l'ordre de recuperar els queviures ni d'anar a buscar els nàufrags.
La decisió de Budington d'embarrancar el Polaris també resultà controvertida. Budington va dir que "creia que s'havia trencat l'hèlix i el timó". L'informe oficial de l'expedició declara que el vaixell va haver de ser abandonat per culpa que "només hi havia carbó per mantenir el foc de la caldera durant cinc dies". Amb tot, al mateix informe s'indica que després d'encallar es va descobrir que l'hèlix i el timó estaven intactes, i la caldera del vaixell i les veles estaven disponibles. Fins i tot si fos cert que s'haguessin quedat sense carbó, el vaixell era perfectament capaç de navegar només amb les veles. En defensa de la decisió de Budington hi ha el fet que quan va baixar la marea i van poder veure el casc del vaixell van descobrir que la part inferior estava completament danyada, amb moltes planxes de ferro i taulons solts. Budington va escriure en el seu diari que "l'oficial li va comunicar això i que no entenia com el vaixell s'havia mantingut a flotació tant de temps".
Quant a la sort de Hall, la investigació oficial va dictaminar que la causa de la mort va ser l'apoplexia. Alguns dels símptomes de Hall com la paràlisi parcial, trastorns de la parla i deliri encaixen amb aquest diagnòstic. De fet, els dolors dels quals es queixava Hall en un costat del seu cos es van atribuir als molts anys que va estar vivint en un iglú, cosa que va poder ocasionar una lleu trombosi cerebral. Amb tot, el 1968, el biògraf de Hall Chauncey C. Loomis, professor al Dartmouth College, va fer una expedició a Groenlàndia per exhumar el cos de Hall. En estar enterrat al permafrost, el cos de Hall estava notablement ben conservat. Les proves realitzades sobre les mostres de teixit dels ossos, les ungles i els cabells van demostrar que havia ingerit grans dosis d'arsènic en les dues últimes setmanes de la seva vida. La intoxicació per arsènic sembla coherent amb els símptomes que els membres de l'expedició van indicar, dolors d'estómac, vòmits, atordiment i deliris. L'arsènic pot tenir un sabor dolç i Hall s'havia queixat que el cafè era massa dolç i que li havia cremat l'estómac. També sembla que almenys tres dels membres de l'expedició, Budington, Meyer, i Bessels, van expressar el seu alleujament per la mort de Hall i van dir que l'expedició aniria millor sense ell. En el llibre The Arctic Grail, Pierre Berton suggereix la possibilitat que la ingesta d'arsènic fos accidental, ja que era habitual la seva presència a les farmacioles de l'època. Això no obstant, es considera més probable que fos assassinat per algun dels membres de l'expedició, possiblement Bessels, que va estar gairebé tot el temps al costat de Hall, tot i que mai es van presentar càrrecs.